# ليم كي تشونغ
أن يان ليم كي تشونغ (بالإنجليزية: Lim Kee Chong)‏، من مواليد 15 مايو 1960، حكم كرة قدم دولي من موريشيوس.
حكم في بطولة كأس العالم لكرة القدم 1994 وحكم في بطولة كأس العالم لكرة القدم 1998.

## روابط خارجية
- ليم كي تشونغ على موقع Soccerway.com (الإنجليزية)
- ليم كي تشونغ على موقع أوليمبيديا (الإنجليزية)